# Музей Гіршгорна і сад скульптур
Музей Гі́ршго́рна і сад скульптур (англ. Hirshhorn Museum and Sculpture Garden) — розташований у центрі м. Вашингтон, США на Національній алеї і є невід'ємною частиною Смітсонівського інституту.

## Фотогалерея

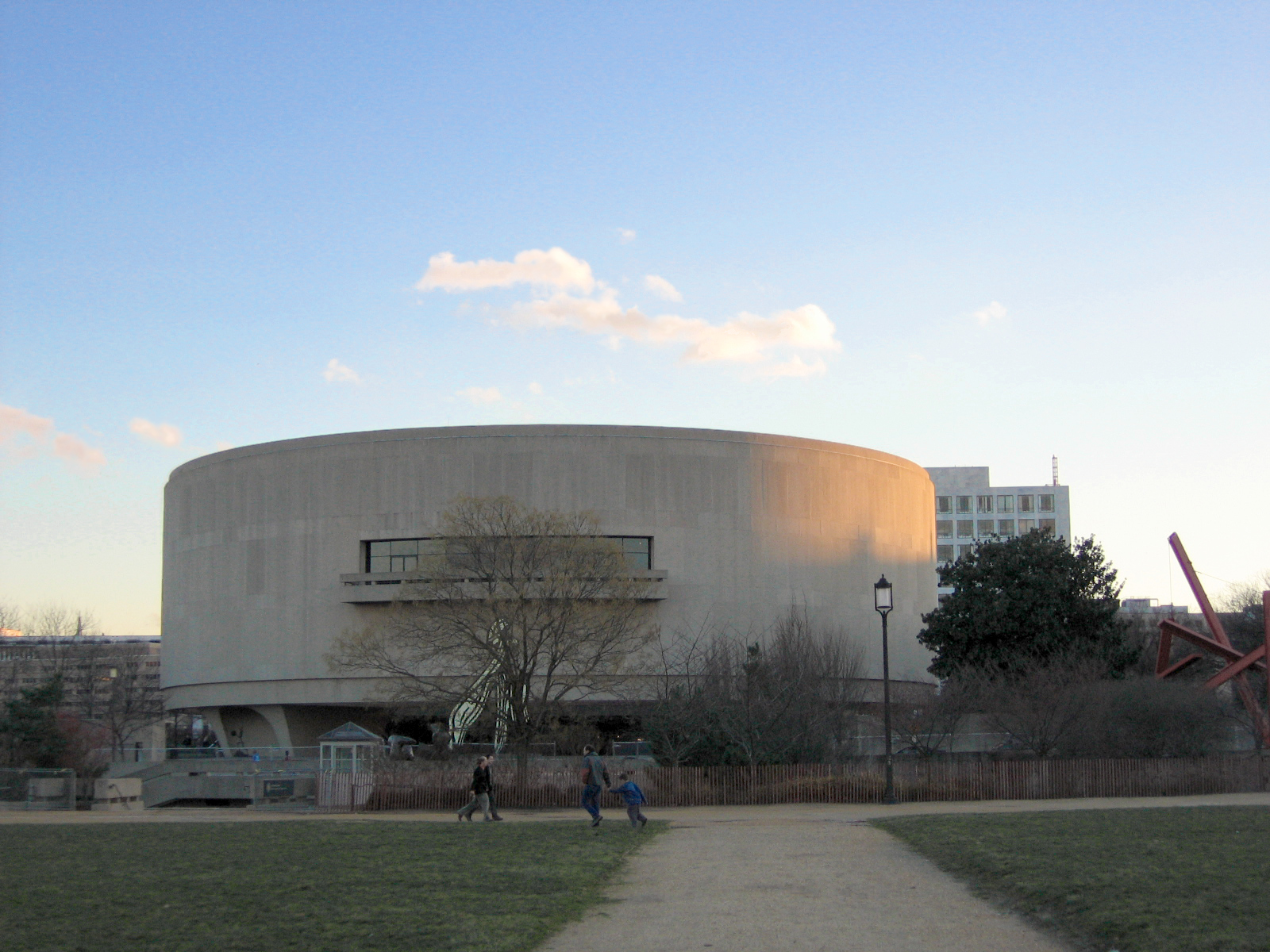
Музей Гіршгорна (зовні)
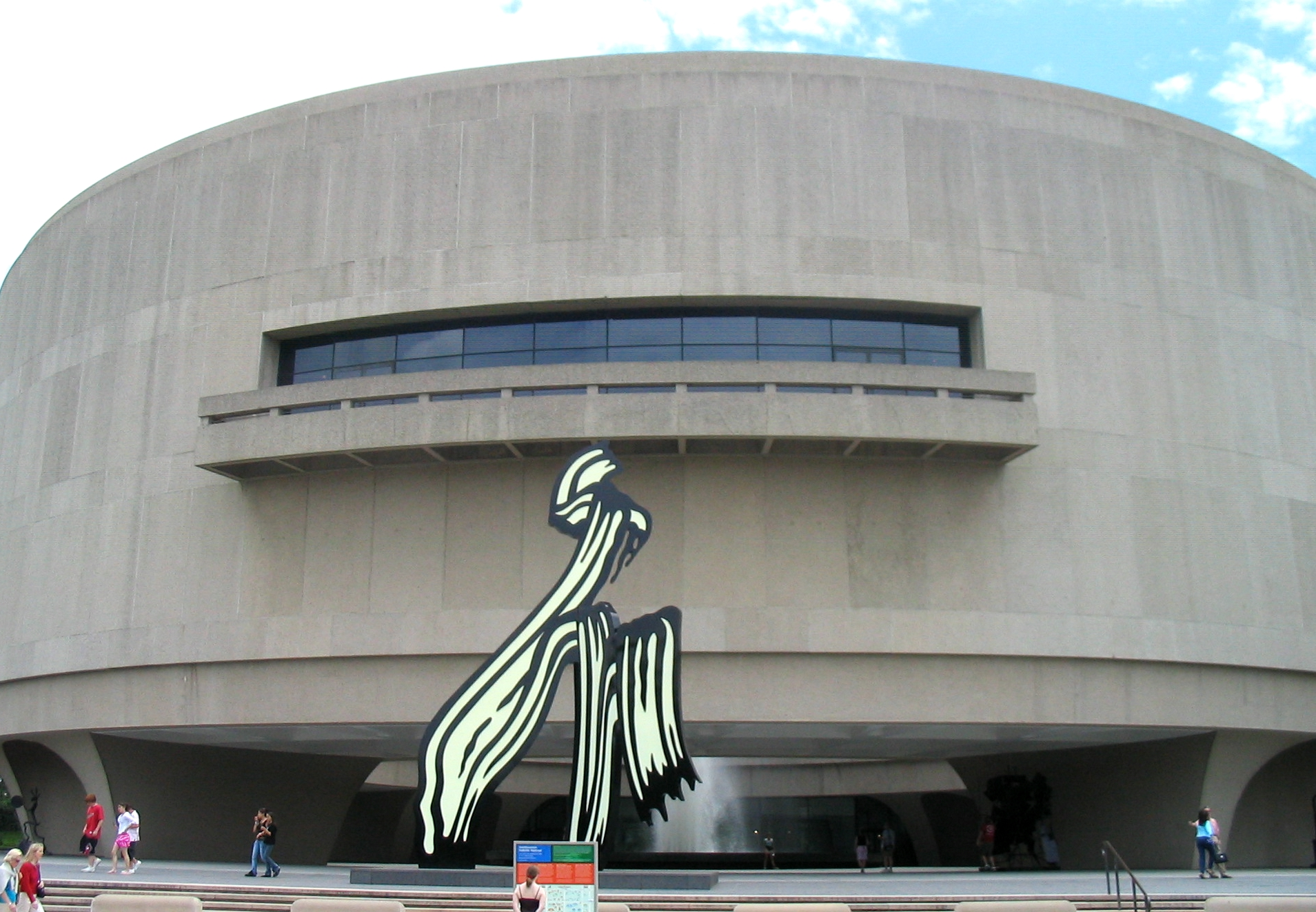
Музей Гіршгорна (вхід)
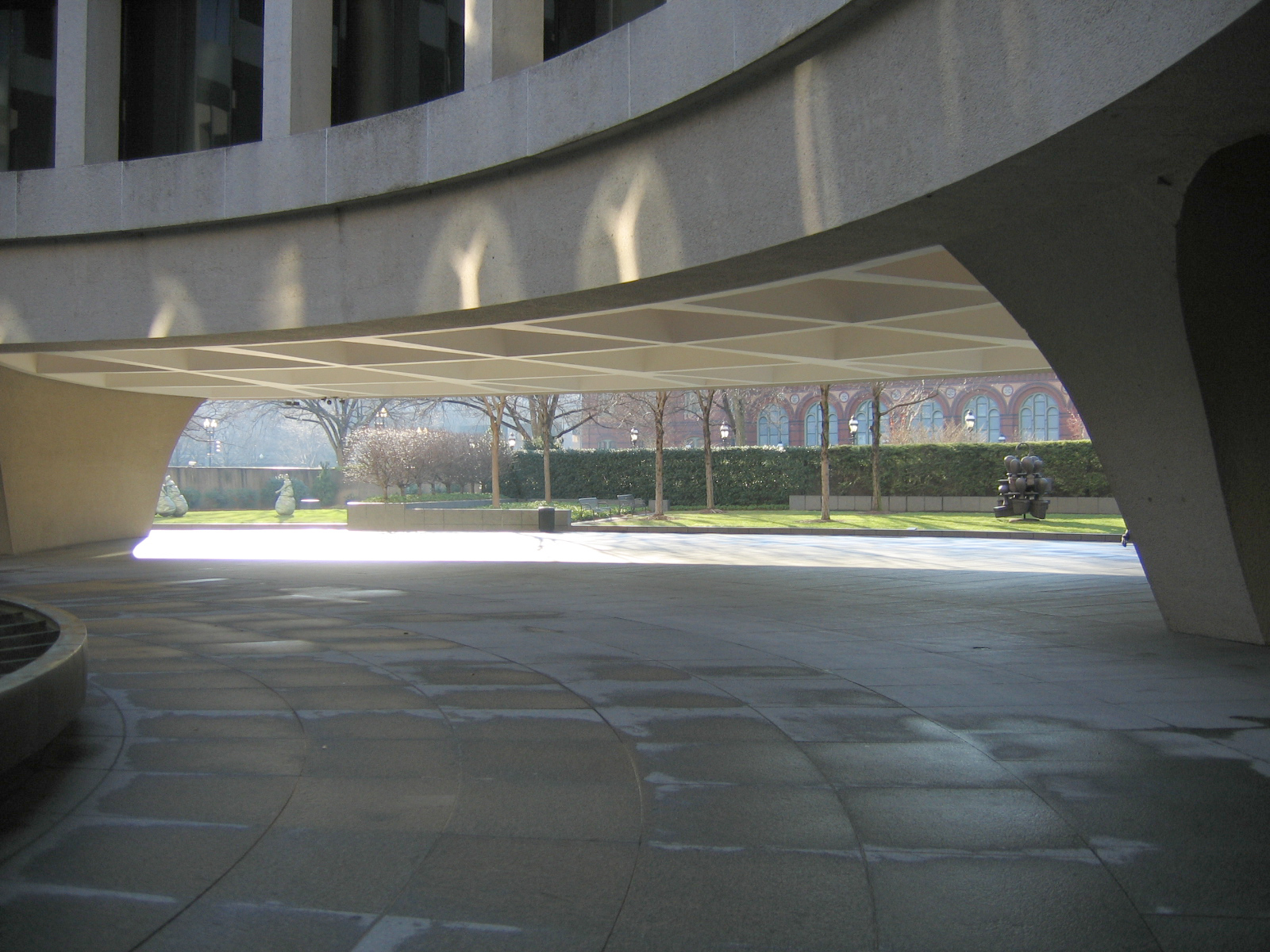
Музей Гіршгорна (центр)
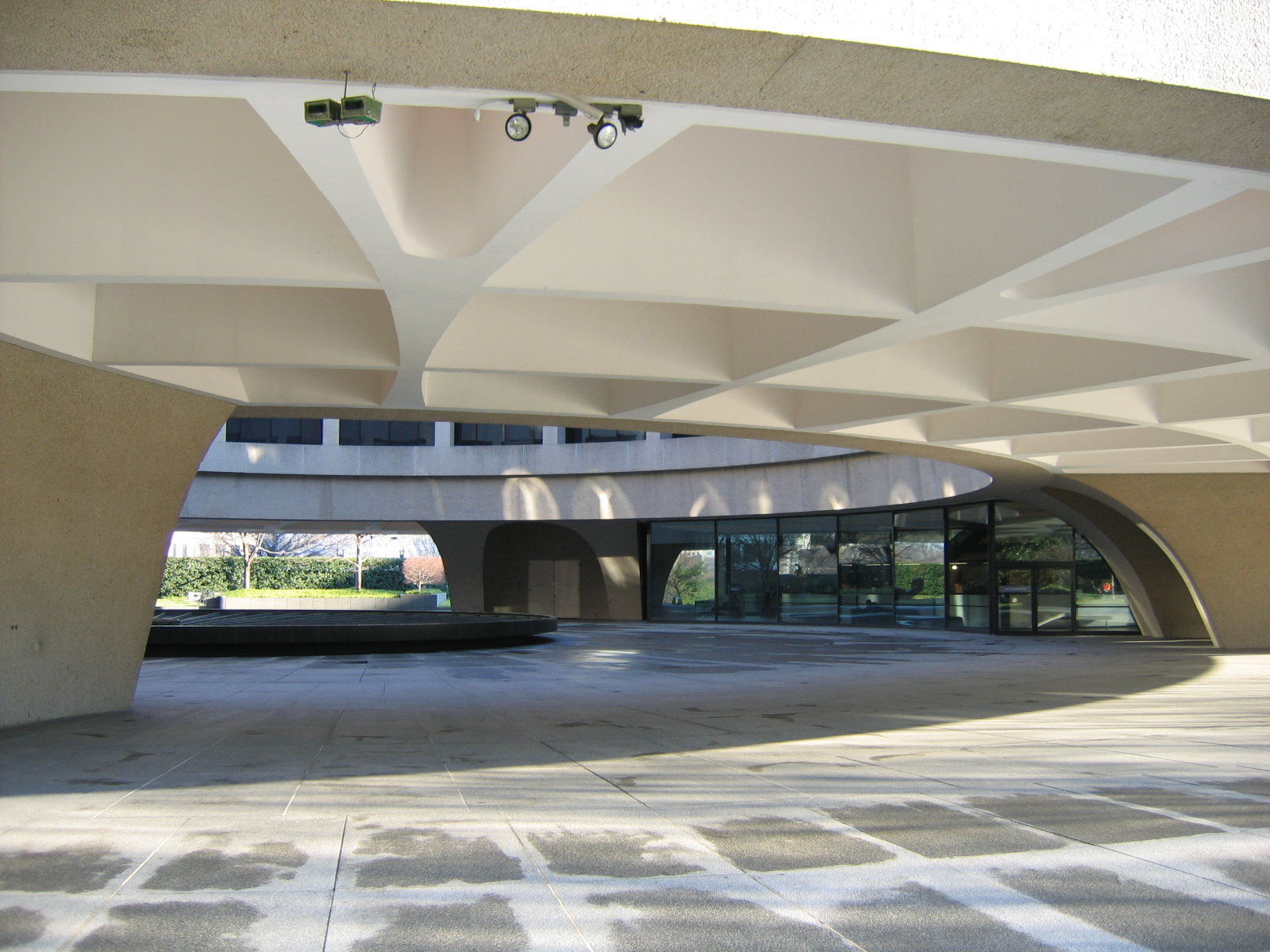
Музей Гіршгорна (вид знизу)
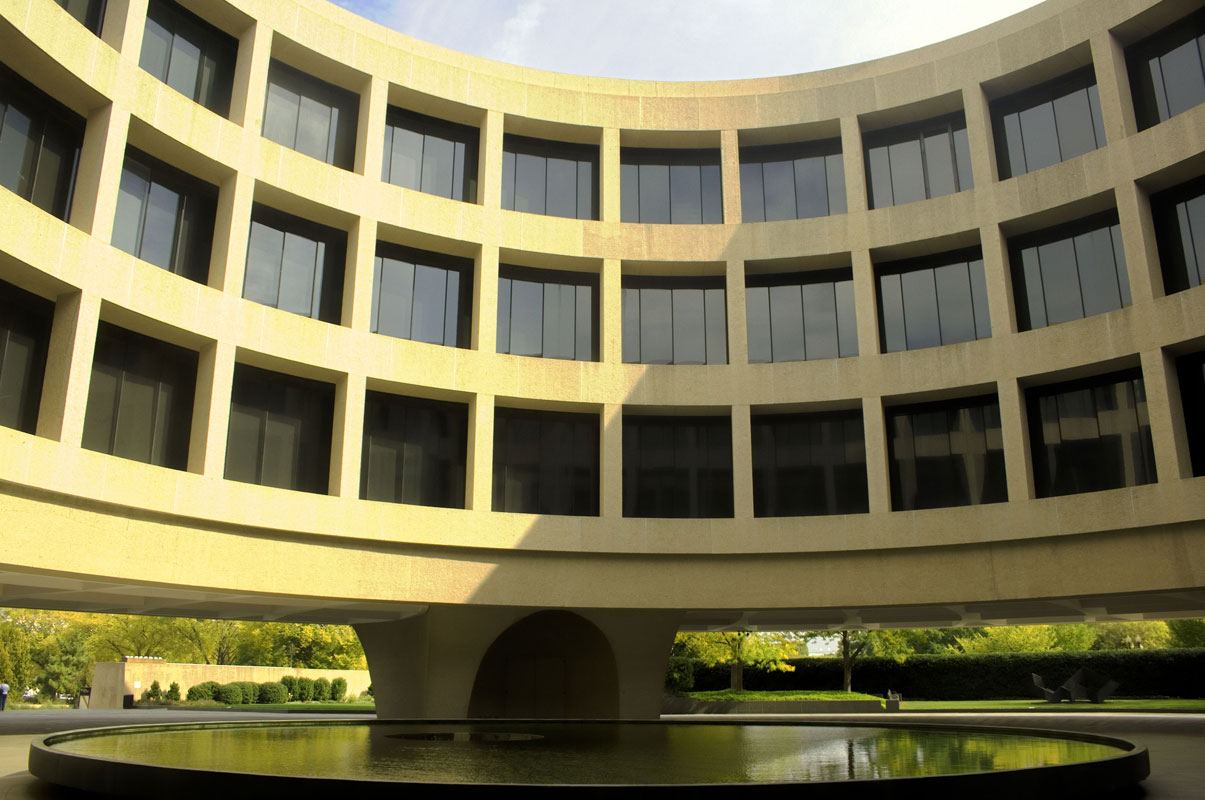
Двір і фонтан
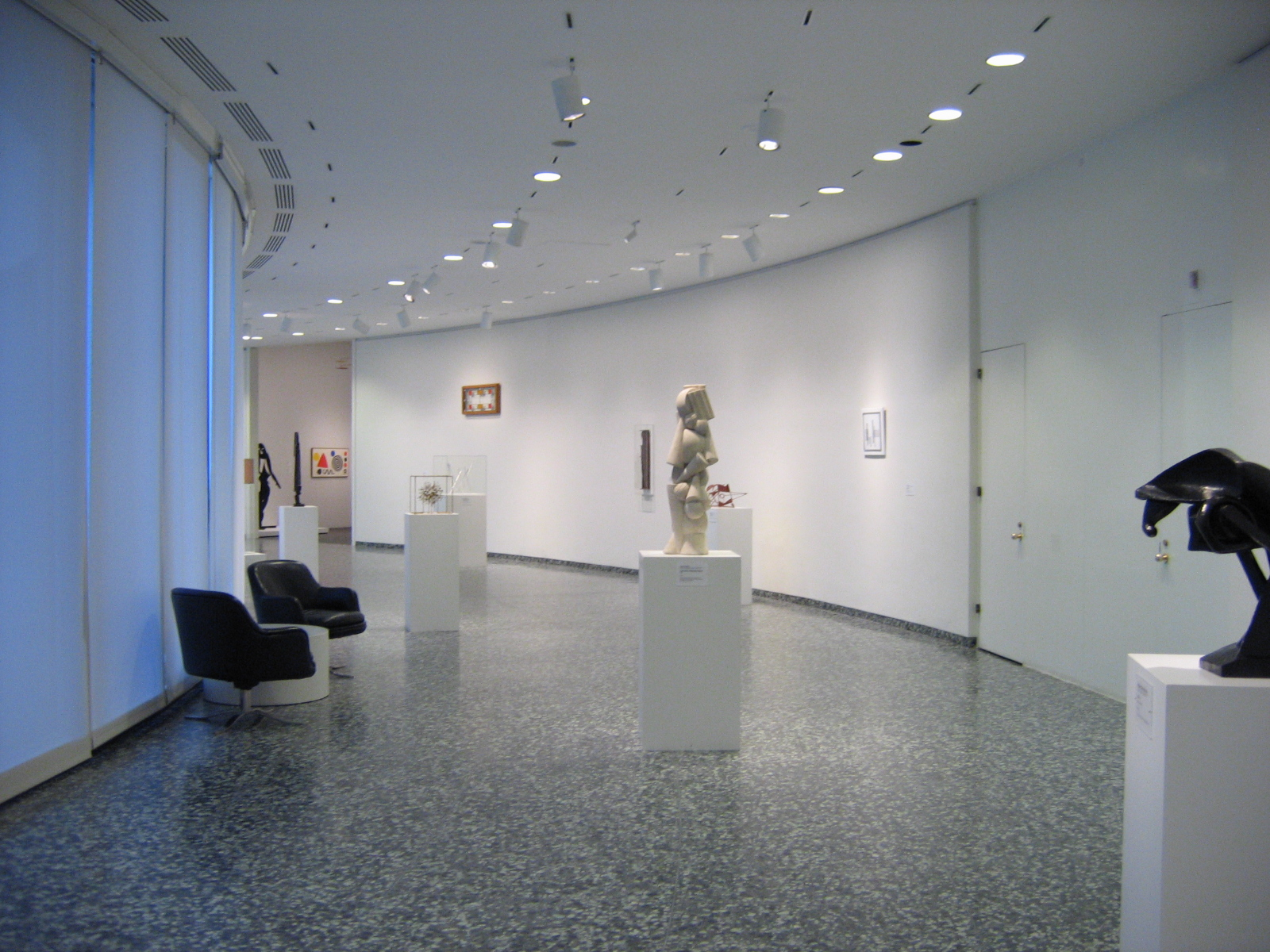
Музей Гіршгорна (внутр. галерея)
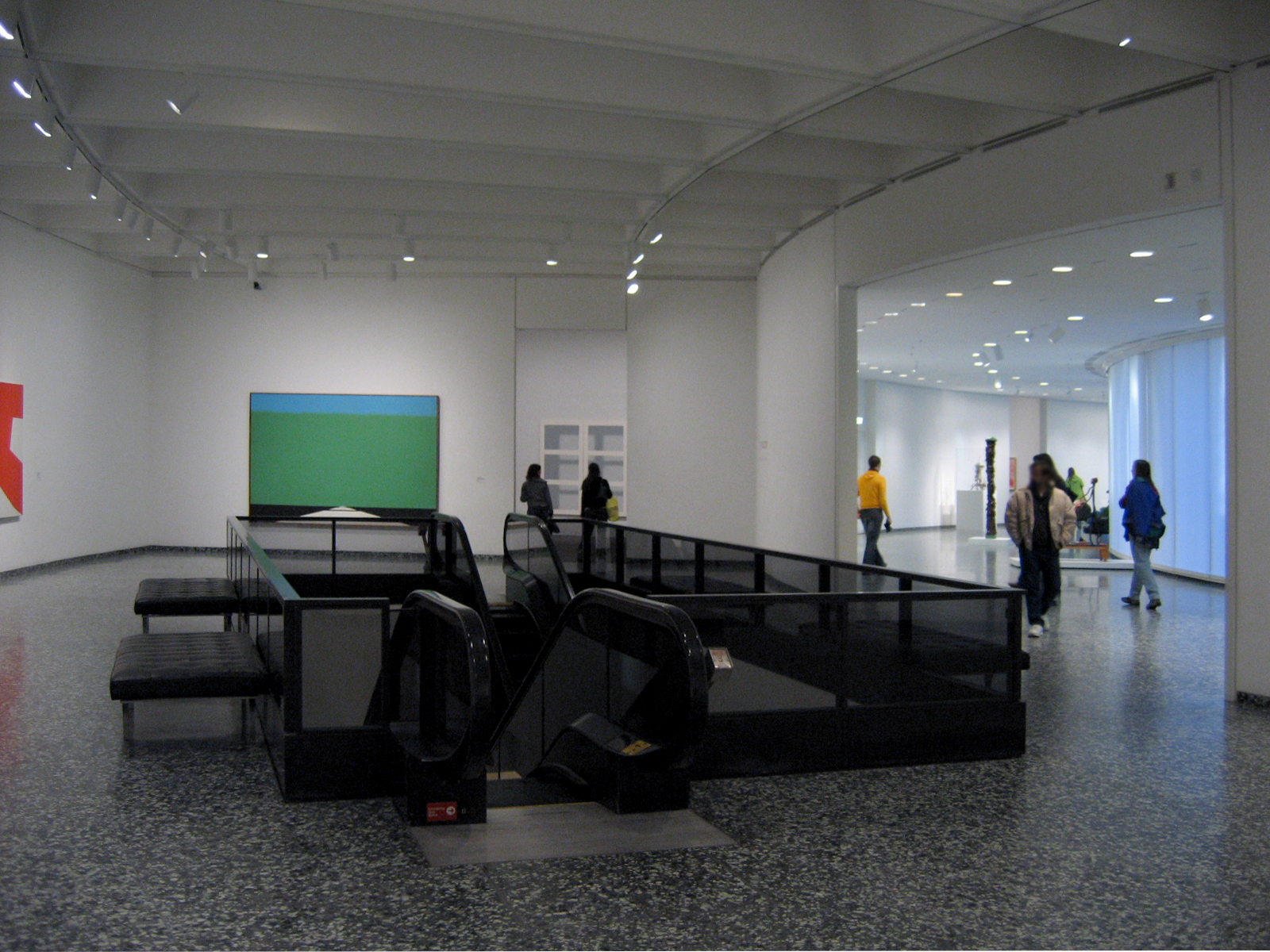
Музей Гіршгорна (зовн. галерея)
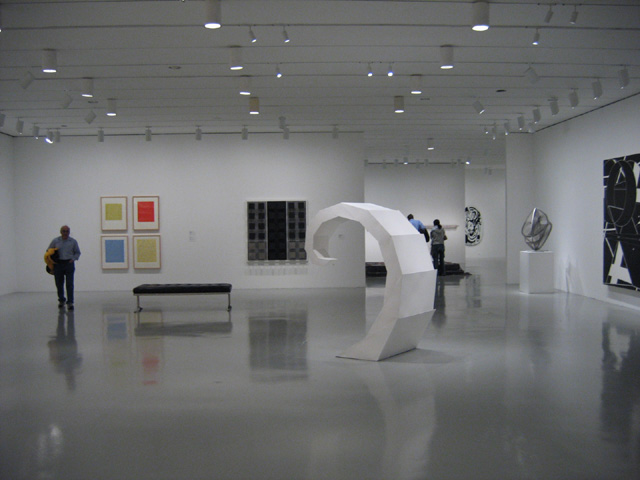
Музей Гіршгорна (підвальна галерея)